# 키슈바르더구

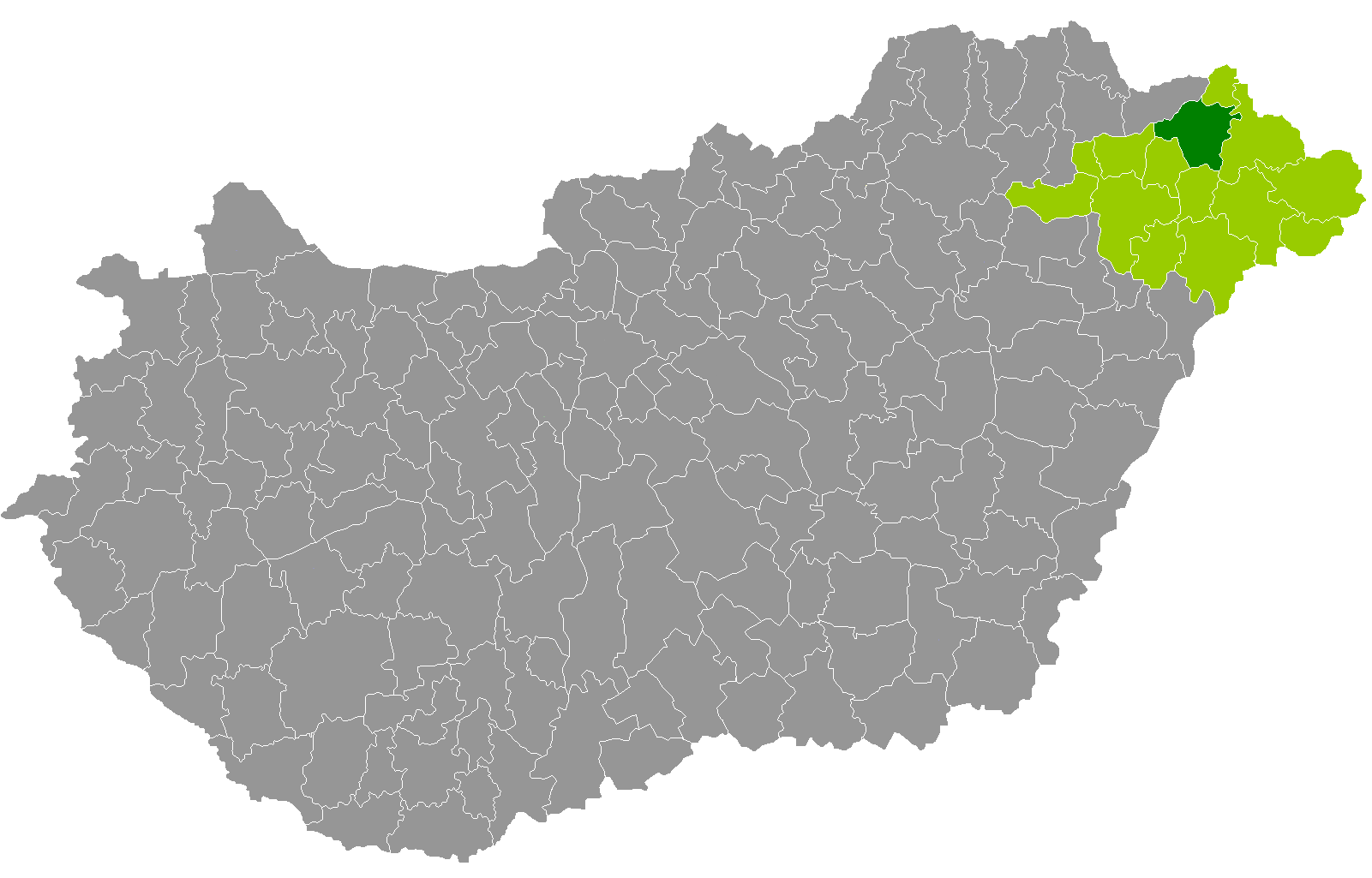
서볼치서트마르베레그주 지도에 표시된 키슈바르더구의 위치

키슈바르더구(헝가리어: Kisvárdai járás)는 헝가리 서볼치서트마르베레그주에 위치한 구로 구청 소재지는 키슈바르더이며 면적은 523.09km2, 인구는 56,114명(2011년 기준), 인구 밀도는 107명/km2이다.
북쪽으로는 자호니구, 동쪽으로는 바샤로슈너메니구, 남쪽으로는 벅털로란트하저구, 서쪽으로는 케메체구, 이브라니구, 북서쪽으로는 보르쇼드어버우이젬플렌주 치간드구와 접한다. 23개 지방 자치체(3개 시, 20개 마을)를 관할한다.

구 문장